# European Financial Reporting Advisory Group
L'European Financial Reporting Advisory (acronimo EFRAG) è un ente di natura tecnica, non politica, che si occupa dei principi contabili a livello internazionale.
Insieme all'Accounting Regulatory Committee, di natura politica, l'EFRAG concorre al procedimento di omologazione dei principi di contabilità, servendosi di due organi:
- un consiglio di sorveglianza (che fornisce una direzione all'agenda dei lavori)
- un comitato tecnico contabile (che offre pareri soprattutto riguardo l'applicazione dei principi nei Paesi europei anche in base alle direttive e che dialoga con l'IFRIC, altro ente di studio sulla contabilità, nello specifico, di tipo interpretativo).